# Макаров, Аскольд Анатольевич
Аско́льд Анато́льевич Мака́ров (1925—2000) — советский российский артист балета, балетмейстер, балетный педагог, публицист. Кандидат искусствоведения (1969). Народный артист СССР (1983).

## Биография
Родился 3 мая 1925 года (по другим источникам — 3 апреля) на хуторе Ново-Масальское (ныне — в Ржевском районе, Тверская область). Из дворянского рода.
С начала 1930-х годов с матерью жил в Ленинграде (ныне Санкт-Петербург). В школе закончил семилетнее обучение. Мать Ольга Анатольевна была инженером, а её подруга Анна Михайловна Щевелева работала в пошивочных мастерских Ленинградского театра оперы и балета им. С. Кирова (ныне Мариинский театр). Именно она привела мальчика проконсультироваться с самой А. Я. Вагановой. Консультация прошла успешно и в 1939 году он был принят в Ленинградское хореографическое училище (ныне Академия русского балета имени А. Я. Вагановой), где учился в одном классе с М. Мазун, Л. Войшнис, И. Бельским. Его педагогами были Л. Петров, А. Пушкин, А. Лопухов, Н. Ивановский, Б. Шавров, А. Писарев и В. Пономарёв. С началом войны вместе со студентами старших курсов и преподавательским составом училища был эвакуирован в Пермь. В 1942 году был зачислен в стажёрскую группу Ленинградского театра оперы и балета им. С. Кирова и начал выступать в кордебалете. В 1943 году окончил училище.
С 1943 года — артист балета, в 1947—1970 годах — солист балета Ленинградского театра оперы и балета им. С. Кирова, где танцевал ведущие партии классического и современного репертуара. Особенно плодотворным стало его сотрудничество с балетмейстером Л. В. Якобсоном, в балетах которого стал первым исполнителем многих партий.
В 1957 году заочно окончил актёрский факультет ГИТИСа, в 1964 — Заочную высшую партийную школу при ЦК КПСС. В 1969 году в Академии общественных наук при ЦК КПСС защитил диссертацию на тему «Проблемы создания героического образа в советском балете» на соискание звания кандидата искусствоведения.
В 1970—1983 годы преподавал дисциплину «Классическое и советское наследие» на балетмейстерском отделении Ленинградской консерватории (с 1976 года — профессор).
После смерти Л. В. Якобсона в 1976 году стал художественным руководителем — директором Санкт-Петербургского государственного академического театра балета им. Л. Якобсона. Приложил все усилия, чтобы сохранить в театре творчество его основателя. Но в 1990-х годах авторские права отсудила вдова хореографа и А. Макарову пришлось восполнять репертуар собственными редакциями классических балетов. В то же время он привлекал к сотрудничеству современных хореографов. По его приглашению в театре ставили Г. Алексидзе, Л. Лебедев, К. Рассадин, А. Полубенцев, Н. Волкова, Д. Зейфферт, Э. Хатчинсон, Л. Шереги, П. Шмок.

Могила А. А. Макарова на Никольском кладбище Александро-Невской лавры в Санкт-Петербурге

Был председателем Союза концертных деятелей Санкт-Петербурга, членом Всемирного клуба петербуржцев, поддерживал дружеские отношения с редакцией Российского ритуально-духовного журнала «Реквием».
Автор многих научных и научно-популярных статей о балете, музыке для хореографического искусства, рассказов о современных балетных постановках.
Скончался 25 декабря 2000 года в Санкт-Петербурге. Похоронен на Никольском кладбище Александро-Невской лавры. В 2004 году на могиле был открыт памятник, созданный на благотворительные средства, собранные на концерте артистов балета в Большом зале Санкт-Петербургской консерватории.

### Семья
- Жена — Нинель Александровна Петрова (род. 1924), артистка балета, солистка Ленинградского театра оперы и балета им. С. Кирова (1944—1968), педагог Ленинградского хореографического училища (1968—1977), преподаватель кафедры хореографии Санкт-Петербургской консерватории (с 1971 года), педагог-репетитор труппы Санкт-Петербургского театра балета им. Л. Якобсона (1976—2001). Народная артистка России(1999)..
- Сын — Александр Макаров (род. 1962), артист балета Большого театра (1980—1987), солист труппы Санкт-Петербургского театра балета им. Л. Якобсона (1987—2001). Заслуженный артист РФ (2002).
- Внучка - Ольга Александровна Макарова - артистка балета, балетный педагог,в 2015 г. окончила АРБ им.А.Я.Вагановой.

## Звания и награды
- Лауреат III Всемирного фестиваля молодежи и студентов в Берлине (I премия, 1951)
- Заслуженный артист РСФСР (1954)
- Народный артист РСФСР (1957)
- Народный артист СССР (1983)
- Сталинская премия второй степени (1951) — за исполнение партии Али-Батыра в балетном спектакле «Али-Батыр» («Шурале») Ф. З. Яруллина (1950)
- Орден Дружбы (1995) — за заслуги перед государством и многолетнюю плодотворную деятельность в области искусства и культуры[8]
- Орден Почёта (2000) — за заслуги перед государством, многолетнюю плодотворную деятельность в области культуры и искусства, большой вклад в укрепление дружбы и сотрудничества между народами[9]
- Медаль «В память 250-летия Ленинграда»
- Медаль «Ветеран труда»
- Почётный диплом Законодательного Собрания Санкт-Петербурга (2000) — за заслуги в деле развития отечественной и мировой хореографии и в связи с 75-летием со дня рождения[10]
- Почётный орден «Созидатель Петербурга»
- За выдающийся вклад в развитие отечественной и мировой хореографии Международный астрономический союз присвоил малой планете под номером 5545 имя балетмейстера (официальное свидетельство от 3 мая 1995 года).

## Партии
- 1947 — «Конёк-Горбунок» Ц. Пуни, хореография М. Петипа, А. Горского, редакция Ф. Лопухова — Гений вод
- 1947 — «Бахчисарайский фонтан» Б. Асафьева, балетмейстер Р. Захаров — Вацлав
- 1947 — «Спящая красавица» П. Чайковского, хореография М. Петипа — жених Авроры
- 1948 — «Баядерка» Л. Минкуса, хореография М. Петипа, редакция В. Пономарёва, В. Чабукиани — Солор
- 1949 — «Спящая красавица» П. Чайковского, хореография М. Петипа — Голубая птица
- 1949 — «Лебединое озеро» П. Чайковского, хореография М. Петипа и Л. Иванова, редакция Ф. Лопухова — Принц Зигфрид
- 1949 — «Весенняя сказка» Б. Асафьева, балетмейстер Ф. Лопухов — Добрый молодец
- 1949 — «Красный мак» Р. Глиэра, балетмейстер Р. Захаров — Ма Ли-чен (первый исполнитель)
- 1950 — «Вальпургиева ночь» в опере «Фауст» Ш. Гуно, хореография Л. Лавровского — Вакх
- 1950 — «Али-Батыр» Ф. Яруллина, балетмейстер Л. Якобсон — Али-Батыр — первый исполнитель
- 1950 — «Лебединое озеро» П. Чайковского, хореография М. Петипа и Л. Иванова, редакция К. Сергеева — Принц Зигфрид
- 1951 — «Бахчисарайский фонтан» Б. Асафьева, балетмейстер Р. Захаров — Гирей
- 1951 — «Лауренсия» А. Крейна, балетмейстер В. Чабукиани — Фрондосо
- 1951 — «Золушка» С. Прокофьева, балетмейстер К. Сергеев — Принц
- 1952 — «Раймонда» А. Глазунова, хореография М. Петипа, редакция К. Сергеева — Жан де Бриен
- 1953 — «Родные поля» Н. Червинского, балетмейстеры А. Андреев и Н. Стуколкина — Андрей
- 1953 — «Пламя Парижа» Б. Асафьева, балетмейстер В. Вайнонен — Филипп
- 1955 — «Тарас Бульба» В. Соловьёва-Седого, балетмейстер Б. Фенстер — Остап (первый исполнитель)
- 1956 — «Дон Кихот» М. Минкуса, хореография А. Горского — Базиль
- 1956 — «Спартак» А. Хачатуряна, балетмейстер Л. Якобсон — Спартак (первый исполнитель)
- 1957 — «Каменный цветок» С. Прокофьева, балетмейстер Ю. Григорович — Данила
- 1958 — «Хореографические миниатюры», миниатюра «Прометей» на музыку В. Цытовича, балетмейстер Л. Якобсон — Прометей (первый исполнитель)
- 1959 — «Берег надежды» А. Петрова, балетмейстер И. Бельский — Рыбак (первый исполнитель)
- 1960 — «Отелло» А. Мачавариани, балетмейстер В. Чабукиани — Отелло
- 1962 — «Клоп» Ф. Отказова и Г. Фиртича, балетмейстер Л. Якобсон — Поэт (первый исполнитель)

## Фильмография
- 1985 — Знай наших! — граф Рибопьер
- 1986 — Миф — эпизод

## Сочинения
- Макаров А. В поисках героя // Театр : журнал. — М., 1968. — № 7.
- Макаров А. Мой Спартак // Советская музыка : журнал. — М., 1968. — № 11.
- Макаров А. Первые встречи с народным героем // Сборник "Музыка и хореография современного балета". — М.: Искусство, 1974. — Т. 1. — 294 с. — 8675 экз.
- Макаров А. Неистовый Якобсон // Музыка и хореография современного балета. — М.: Музыка, 1977. — Т. 2-й. — 240 с. — 1075 экз.
- Макаров А. Герой и героика // Советский балет : журнал. — М., 1982. — № 4.
- Макаров А. Искусство вечное молодое // Вечерний Ленинград : газета. — Л., 1985. — № 3 марта.

### Видео
- Передача «Царская ложа» на канале «Культура», 27.05.2010 (часть 1)
- Передача «Царская ложа» на канале «Культура», 27.05.2010 (часть 2)